# Zelotes lasalanus
Zelotes lasalanus är en spindelart som beskrevs av Chamberlin 1928. Zelotes lasalanus ingår i släktet Zelotes och familjen plattbuksspindlar. Inga underarter finns listade i Catalogue of Life.